# Ай Ти Ви
„Ай Ти Ви“ (ITV, на английски: Independent Television) е британски телевизионен канал със седалище в Лондон. Стартира през 1955 г. като Индипендънт Телевижън. Това беше първата търговска телевизия в страната, финансирана от реклама. Това беше най-популярният търговски канал през по-голямата част от съществуването му. От 1990 г. Ай Ти Ви е добре признат като Канал 3.